# Winterhalde
Die Winterhalde ist ein mit der Verordnung des  Regierungspräsidiums Tübingen vom 8. Mai 1999 ausgewiesenes Naturschutzgebiet mit der Nummer 4.293.

## Lage

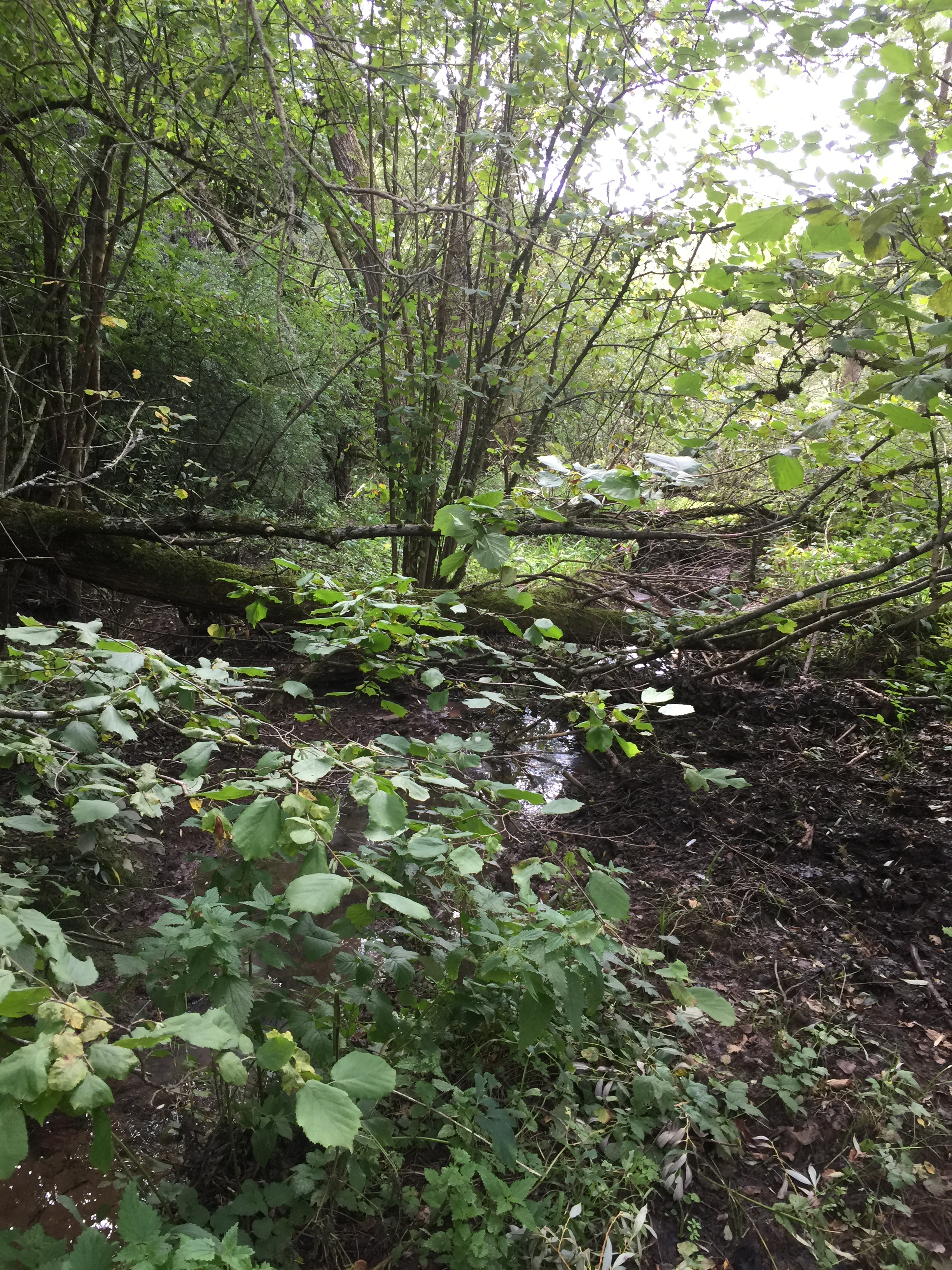
Winterhaldenbach

Das rund 54 Hektar große Naturschutzgebiet Winterhalde liegt im Westen von Hechingen in Baden-Württemberg, Deutschland. Das Naturschutzgebiet hat Flächenteile an Gemarkungen der Gemeinden Hechingen (Bechtoldsweiler und Stein) im Zollernalbkreis und Bodelshausen im Landkreis Tübingen und gehört zum Naturraum Südwestliches Albvorland. Im Südosten stößt es an die Sickinger Steige, die es vom benachbarten Partnerschutzgebiet Lauchhalde abgrenzt. Das Gebiet ist in dem kleinen Seitental des Winterhaldenbach auf der rechten Seite des Starzeltales und befindet sich mit den Hanglagen auf einer Höhe von 460 m ü. NN – 535 m ü. NN. Eine grobe Gliederung erfolgt in obere Hangbereiche mit größeren Strauchzonen und Gehölzen. Im mittleren Bereich wechseln sich die artenreichen Feldgehölzen Abschnitten mit offenen extensiv bewirtschafteten Grünflächen ab. In den tiefen Lagen finden sich Trollblumen- und Salbei-Glatthaferwiesen sowie einzelne kleinräumige Flächen mit Seggen, Binsen, Hochstauden oder Halbtrockenrasen. Im Süden schließen sich Streuobstbestände an.

## Flora & Fauna
Im Areal der Winterhalde konnten insgesamt über 300 Pflanzenarten nachgewiesen werden, darunter Filz-Segge, Trollblume, Erdbeer-Klee, mehrere Knabenkräuter, die Knollige Spierstaude und die Traubenhyazinthe.
Die Langflügelige Schwertschrecke ist nur eine von 20 Heuschrecken-Arten in dem Tal. Tagfalter sind mit über 30 Arten vertreten, darunter Wachtelweizen-Scheckenfalter, Kleiner Eisvogel und Großer Sonnenröschen-Bläuling. Im Luftraum sind weiterhin Blauflügel-Prachtlibelle, Wendehals und Neuntöter anzutreffen.

## Schutzzweck
Der Schutzzweck umfasst den Bestandsschutz der mosaikartigen Strukturen und Verzahnung der verschiedenen Biotoptypen als Rückzugsgebiet für gefährdete Arten und Erhaltung der Artenvielfalt. Dazu gehören der Schutz der Sonderstandorte sowie Schutz, Erhaltung und Pflege von Hangbereichen, Feldgehölzen, Grünlandflächen und Streuobstwiesen.